# 1960 en combiné nordique
| Années du combiné nordique : 1957 - 1958 - 1959 - 1960 - 1961 - 1962 - 1963    |
| Décennies du combiné nordique : 1930 - 1940 - 1950 - 1960 - 1970 - 1980 - 1990 |

Cette page reprend les résultats de combiné nordique de l'année 1960.

## Festival de ski d'Holmenkollen
Le podium de l'épreuve de combiné de l'édition 1960 du festival de ski d'Holmenkollen donna lieu à un podium entièrement norvégien : Gunder Gundersen remporta l'épreuve devant ses compatriotes Arne Larsen et Tormod Knutsen.

## Jeux du ski de Lahti
Le Norvégien Sverre Stenersen a remporté l'épreuve de combiné des Jeux du ski de Lahti 1960 devant le Finlandais Paavo Korhonen. Le coureur norvégien Ole Henrik Fagerås complète le podium.

## Jeux du ski de Suède
L'épreuve de combiné des Jeux du ski de Suède 1960 fut remportée par un coureur norvégien Tormod Knutsen
devant un coureur est-allemand, Günter Flauger. Le champion olympique norvégien Sverre Stenersen complète le podium.

## Jeux olympiques
Les Jeux olympiques d'hiver eurent lieu à Squaw Valley, aux États-Unis.
L'épreuve de combiné fut remportée par l'Allemand Georg Thoma, qui courait au sein de l'équipe unifiée d'Allemagne. La médaille d'argent est revenue au Norvégien Tormod Knutsen tandis que le Soviétique Nikolay Gusakov décrochait le bronze.

## Universiade
La première Universiade d'hiver s'est déroulée à Chamonix, en France.
L'épreuve de combiné fut remportée par le Tchécoslovaque Jaromír Nevlud (pl) devant le Soviétique Albert Larionov. Son compatriote Youri Krestov complète le podium.

## Championnats nationaux

### Championnats d'Allemagne
Comme l'année précédente, l'épreuve du championnat d'Allemagne de combiné nordique 1960 fut remportée, à l'Ouest, par Georg Thoma.
En Allemagne de l'Est, Günter Flauger, du SC Dynamo Klingenthal (de), a remporté le championnat devant Karl-Heinz Herzer, de l'ASK Vorwärts Brotterode (de). Manfred Meinhold, du Dynamo Klingenthal, complète le podium.

### Championnat d'Estonie
Le Championnat d'Estonie 1960 se déroula à Võru. Il fut remporté par Vello Laev devant Ants Kõiv et Heido Meema.

### Championnat des États-Unis
Le championnat des États-Unis 1960 a été organisé à Steamboat Springs, dans le Colorado. Il a remporté par Alfred Vincelette pour la troisième année consécutive.

### Championnat de Finlande
Les résultats du championnat de Finlande 1960 manquent.

### Championnat de France
Les résultats du championnat de France 1960 manquent.

### Championnat d'Islande
Après l'annulation du championnat l'année précédente, le championnat d'Islande 1960 fut remporté par le champion sortant, Sveinn Sveinsson, dont le titre datait de 1958.

### Championnat d'Italie
Comme les trois années précédentes, le championnat d'Italie 1959 fut remporté par Enzo Perin devant Aldo Pedrana. Cette année, c'est Renato Steffe qui occupe la troisième place du podium.

### Championnat de Norvège
Le championnat de Norvège 1960 se déroula à Krokstadelva, sur le Bjørkedokkbakken.
Le vainqueur fut le champion sortant, Tormod Knutsen, suivi par Arne Larsen et le vice-champion osrtant, Gunder Gundersen.

### Championnat de Pologne
Le championnat de Pologne 1960 fut remporté par Józef Karpiel (pl), du club WKS Zakopane.

### Championnat de Suède
Le championnat de Suède 1960 a distingué le champion sortant, Lars Dahlqvist, du club Njurunda IK. Le club champion fut le club du champion, le Njurunda IK.

### Championnat de Suisse
Les résultats du Championnat de Suisse 1960 manquent.